# صلیعه
صلیعه، روستایی در دهستان ملاثانی بخش مرکزی شهرستان باوی در استان خوزستان ایران است. این روستا، مرکز دهستان ملاثانی است.

## جمعیت
بر پایه سرشماری عمومی نفوس و مسکن در سال ۱۳۹۵، جمعیت این روستا برابر با ۸۱۰ نفر (۲۳۴ خانوار) بوده است.